# Höckelsburg
Die Höckelsburg ist eine abgegangene und vermutlich zwischen der Eisenzeit oder durch die Kelten entstandene Wallanlage und liegt etwa 1,5 km nordnordwestlich von Herzhausen, aber in der Gemarkung von Thalitter, beides Gemeindeteile von Vöhl im Landkreis Waldeck-Frankenberg, Hessen (Deutschland).

## Lage

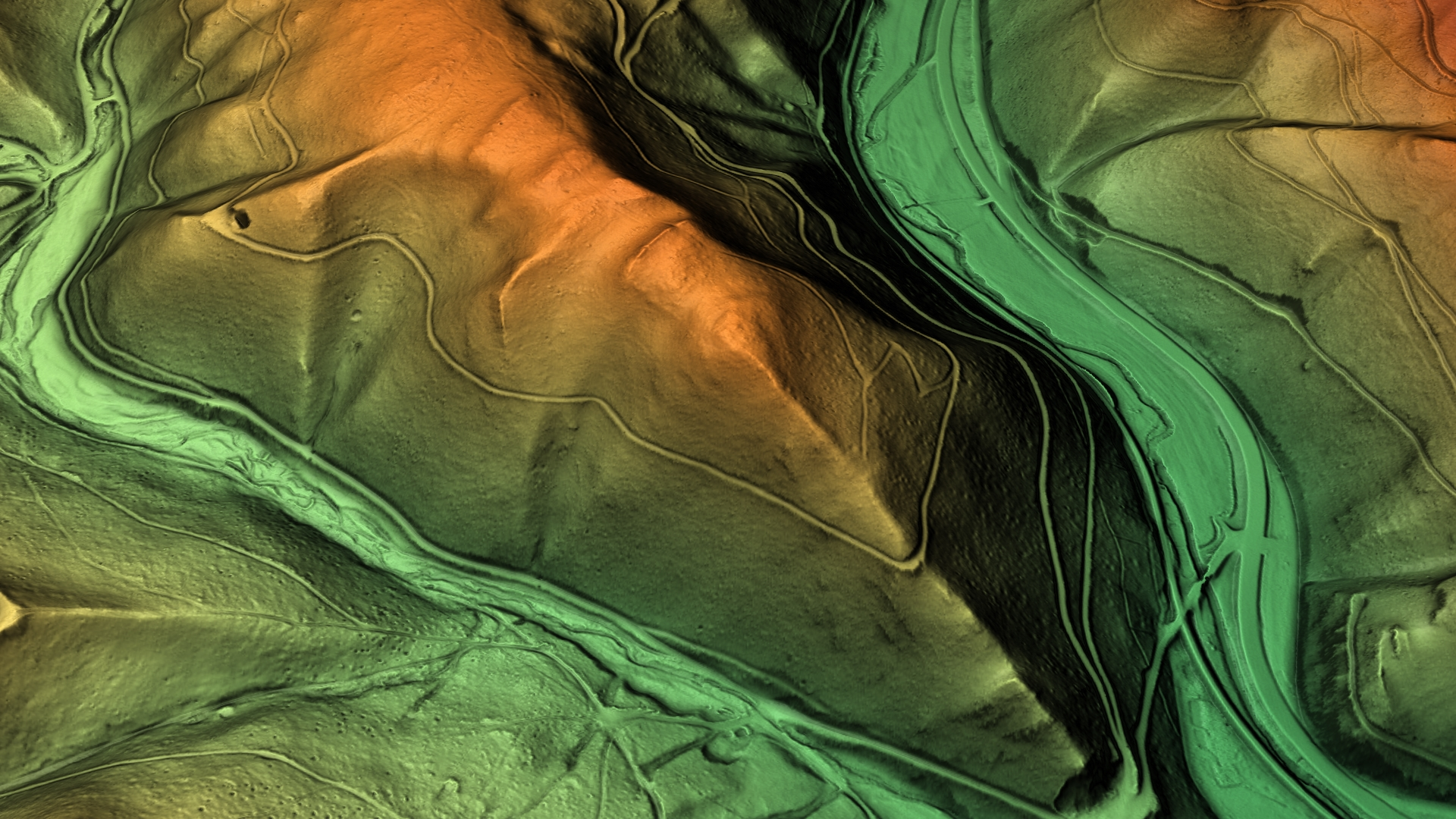
3D-Ansicht des digitalen Geländemodells

Die Reste der vermutlich einstigen Fliehburg befinden sich im Nordteil des Naturparks Kellerwald-Edersee in einem Waldgebiet auf dem Gipfel der Höckelsburg (auch Heckelsburg). Der langgestreckte und in Nord-Süd-Richtung verlaufende Berg hat eine Höhe von 407 m ü. NN und liegt zwischen den Tälern der Itter im Osten und des Wennenbachs im Westen. Entlang seiner Ostflanke, im Tal der Itter, verläuft die Bundesstraße 252 von Frankenberg nach Korbach.
Man kann die Anlage erreichen, indem man etwa 1 km nördlich von Herzhausen auf dem Rastplatz an der B 252 parkt, die Brücke über die Itter nach Westen nimmt und dann kurz vor Erreichen des Wennebachtals nach rechts (Norden) abbiegt. Nach Erreichen der Höhe führen Waldwege in südlicher Richtung zur ehemaligen Burg. Der weniger beschwerliche Aufstieg führt über den Höhenweg, der von der Immighäuser Straße westlich oberhalb von Thalitter nach links (Süden) abbiegt und durch Feld und Wald weit oberhalb des Ittertals zur Höckelsburg führt.

## Die Anlage
Der Berg fällt nach beiden Seiten und an seiner Südspitze sehr steil ab. Diese länglich-dreieckige Spitze des Bergs ist im Wesentlichen eben und nach Norden durch einen etwa 80 Meter langen, quer über den Bergrücken laufenden Wall abgeriegelt, durch den allerdings bei der forstwirtschaftlichen Erschließung ein Weg gebrochen wurde. Der Wall dürfte ursprünglich eine Mauer von etwa vier Metern Höhe gewesen sein und bestand zum größten Teil aus Grauwackesteinen und Balken. In seiner Mitte finden sich heute verhältnismäßig leichte, tuffartig poröse, teilweise versinterte und mit weißen Quarzkörnchen durchsetzte Steine, so dass man auch von einem „Schlackenwall“ spricht. Hier wurde, um sie zu zerstören, von Angreifern offenbar ein großes Feuer an die Mauer gelegt, was zur Verschlackung und Versinterung der Grauwacken und zum Einbruch der Mauer führte.
Weder der Zeitpunkt des Baus noch der der Zerstörung sind mit Gewissheit bekannt, man geht jedoch davon aus, dass die Anlage etwa 500 Jahre vor dem Beginn der christlichen Zeitrechnung, am Beginn der Latènezeit, errichtet wurde und dass sie durch die Chatten etwa hundert Jahre vor unserer Zeitrechnung zerstört wurde.
Da die Fliehburg später im Grenzgebiet zwischen Chatten und Sachsen lag, mag sie auch nach ihrer Zerstörung und in den Sachsenkriegen Karls des Großen noch einmal als Zufluchtsort gedient haben.

## Sonstiges
Die Anlage ist nicht mit der sich etwa 7,4 km weiter südöstlich unterhalb Basdorf befindlichen Hünselburg zu verwechseln, die gleichfalls als eine keltische Anlage angesehen wird. In der Literatur werden beide mehrfach verwechselt.